# Уакит (посёлок)

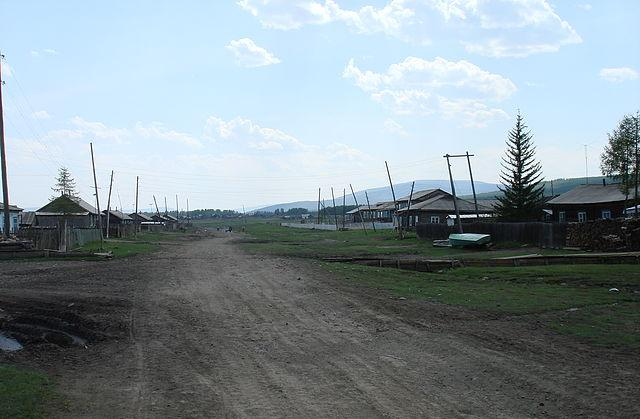
Одна из улиц посёлка

Уаки́т — посёлок в Баунтовском эвенкийском районе Бурятии. Административный центр сельского поселения «Уакитское».

## География
Посёлок расположен в междуречье Могоя и Уакита на севере района, в 50 км от границы с Муйским районом, в 50 км к северо-востоку от озера Баунт и в 270 км к северу от райцентра — села Багдарин.

## История
Посёлок был построен в 1930-е годы, когда на территории стали осваивать месторождения золота. В 1992 году единственная золотодобывающая шахта закрылась после гибели рабочего.

## Население
| 2002 | 2010 |
| ---- | ---- |
| 595  | ↘415 |

По свидетельству местных жителей, на 2021 год в посёлке постоянно проживает менее 200 человек (половина из которых — пенсионеры), так как многие разъехались на заработки.

## Инфраструктура
В посёлке есть общеобразовательная школа, на 2021 год в ней учится 32 детей. В 2008 году открылась хлебопекарня.

## Известные уроженцы
- Потапов, Леонид Васильевич — первый президент Республики Бурятия[7].